# Chudá Lehota
Chudá Lehota est un village de Slovaquie situé dans la région de Trenčín.

## Histoire
Première mention écrite du village en 1389.

## Démographie

### Évolution de la population
| Année:               | 1994. | 2004.   | 2014.   | 2024.    |
| -------------------- | ----- | ------- | ------- | -------- |
| Nombre de personnes: | 224   | 221     | 206     | 227      |
| Différence:          |       | -1,33 % | -6,78 % | +10,19 % |

| Année:               | 2023. | 2024.   |
| -------------------- | ----- | ------- |
| Nombre de personnes: | 226   | 227     |
| Différence:          |       | +0,44 % |